# Nazionale maschile di hockey su ghiaccio dell'Islanda
La nazionale di hockey su ghiaccio maschile dell'Islanda è controllata dalla Federazione di hockey su ghiaccio dell'Islanda, la federazione islandese di hockey su ghiaccio, ed è la selezione che rappresenta l'Islanda nelle competizioni internazionali di questo sport.